# Pseudoleptochelia anomala
Pseudoleptochelia anomala är en kräftdjursart som först beskrevs av Georg Ossian Sars 1882.  Pseudoleptochelia anomala ingår i släktet Pseudoleptochelia och familjen Leptocheliidae. Inga underarter finns listade i Catalogue of Life.